# Ilir Bezhani
Ilir Bezhani, również jako Ilirjan Bezhani (ur. 10 maja 1952 w Tiranie) – albański aktor, reżyser i dramaturg.

## Życiorys
Ukończył technikum budowlane, a następnie rozpoczął służbę wojskową, w czasie której zadebiutował na scenie. W 1976 ukończył studia na wydziale sztuk scenicznych Instytutu Sztuk w Tiranie. Karierę artystyczną rozpoczynał w Teatrze Bylis, działającym w Fierze, gdzie zadebiutował rolą Rushki w komedii Towarzysz Nikifor Pellumba Kulli. W 1982 przeniósł się do Teatru Ludowego (alb. Teatri Popullor) w Tiranie.
Przełomowy w jego karierze był rok 1998, kiedy to rzadziej występował na scenie, koncentrując się na pisaniu tekstów dla teatru, które zaczęły przynosić mu większe sukcesy. 17 listopada 1999 paryski teatr L’Echangeur de Bagnolet wystawił dramat Bezhaniego Oszuści, w reżyserii Dominique Dolmieu.
Sztuki sceniczne Bezhaniego zostały wyróżnione na festiwalu teatralnym w Trieście, a także na Festiwalu Frankofońskim w Limoges. Najbardziej znany z jego dramatów – Mashtruesit (Oszuści) to komedia poświęcona wydarzeniom rewolucji piramidowej w 1997. W Albanii dużą popularnością cieszą się także komedie: Meduza i Mysafiri i mallkuar (Przeklęty gość). Sztuki Bezhaniego prezentują także niewielkie teatry prywatne w Sarandzie i Fierze. W 2006 główną nagrodę na festiwalu teatralnym we Wlorze otrzymał reżyserowany przez Bezhaniego spektakl Porta e Përallave, wystawiony przez teatr w Fierze.
Na dużym ekranie zadebiutował w 1984 niewielką rolą w komedii Fushë e blertë fushë e kuqe. Zagrał w sześciu filmach fabularnych.
Dramaty Bezhaniego ukazały się we Francji, w zbiorze Les Arnaqueurs, w tłumaczeniu Christiana Montécota.

## Role filmowe
- 1986: Fushë e blertë fushë e kuqe
- 1986: Dy herë mat
- 1986: Pallati 176
- 1993: Zemra e nënës jako ojciec
- 1998: Nata
- 1997: Bolero jako biznesmen
- 1999: Po vjen ai

## Twórczość dramatyczna
- 2004: Tri komedi
- 2008: Portat e teatrit : 4 komedi : Borxhi; Buburreci; Kush ma martoi vajzën, Pesha e fajit
- 2915: Shtiza e fatit